# Ballet national d'Ukraine
Le ballet national d'Ukraine est une compagnie de danse situé à Kiev en Ukraine.
Elle est en résidence à l'Opéra national d'Ukraine où elle se produit et fait aussi des tournées internationales. La compagnie a vingt-quatre ballets à son répertoire et est l'une des plus importantes d'Europe.

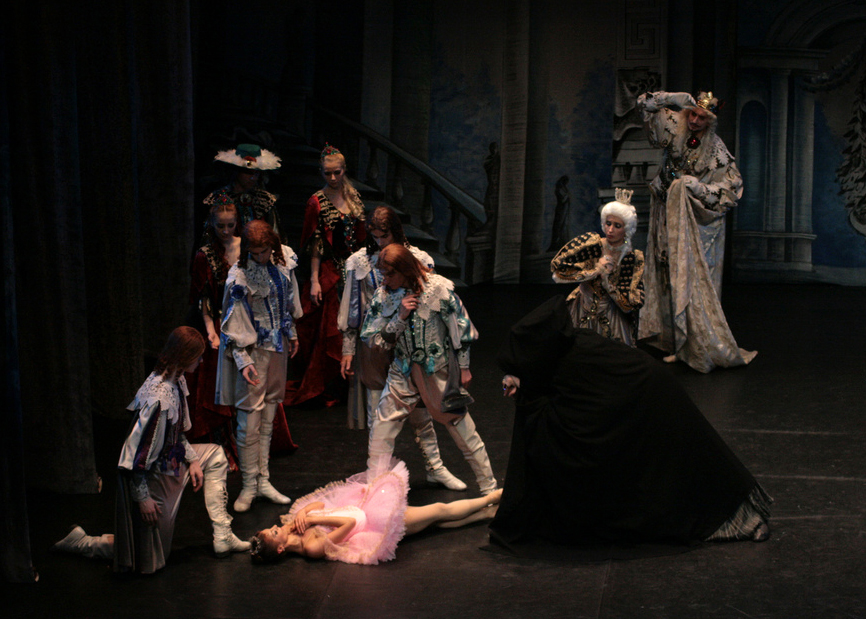
La belle au bois dormant,
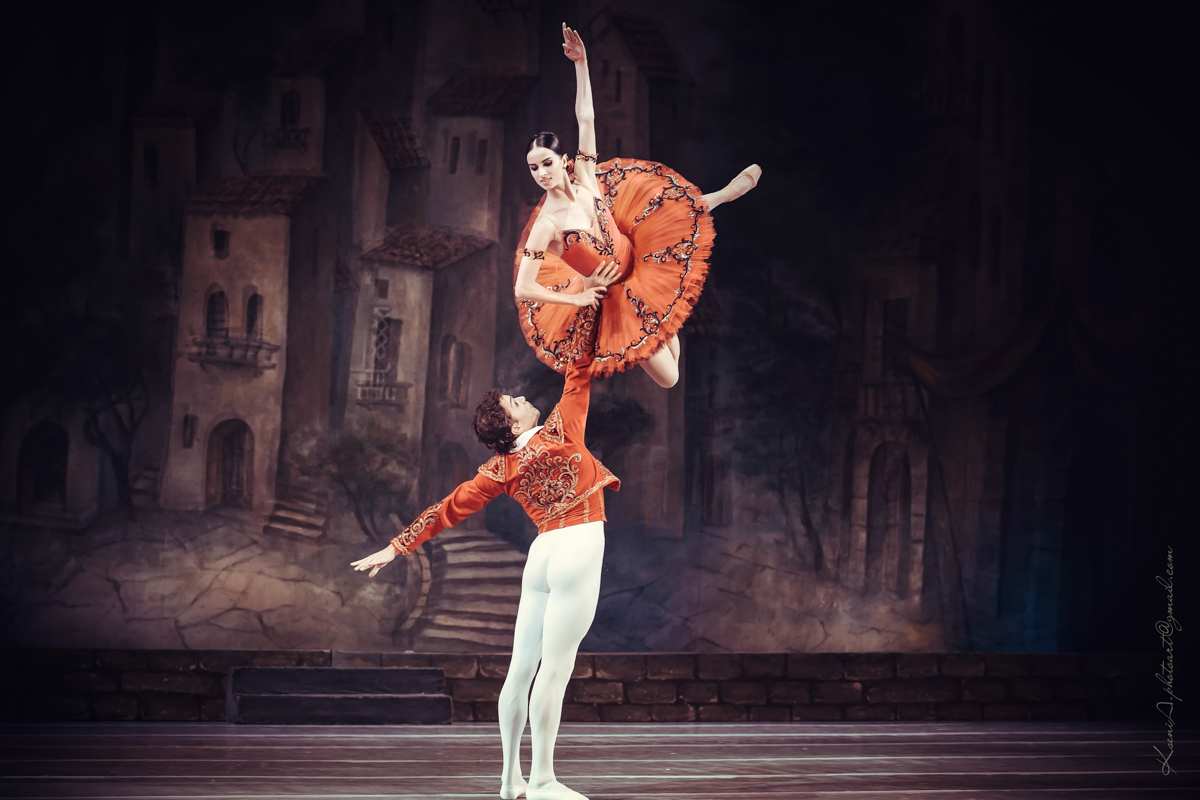
Don Quichotte,
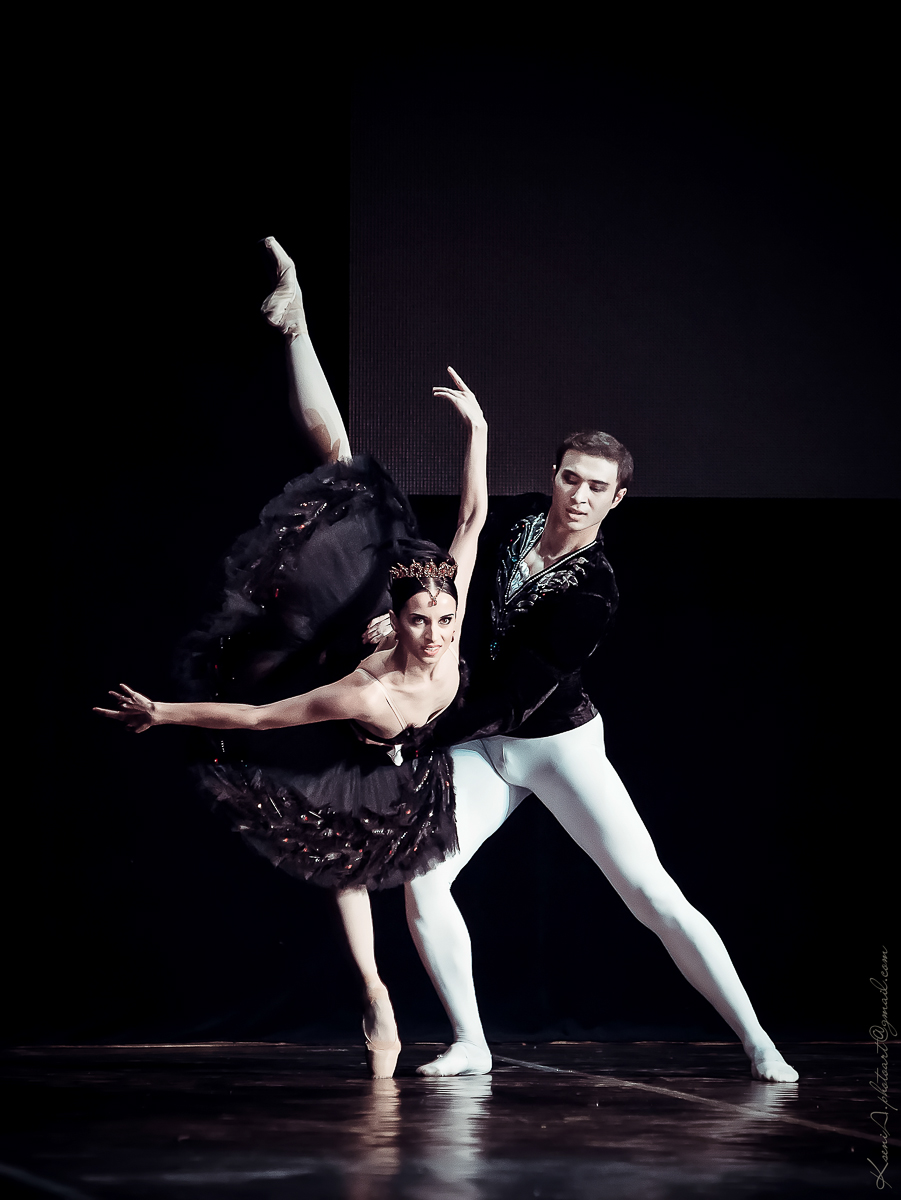
Cygne noir,
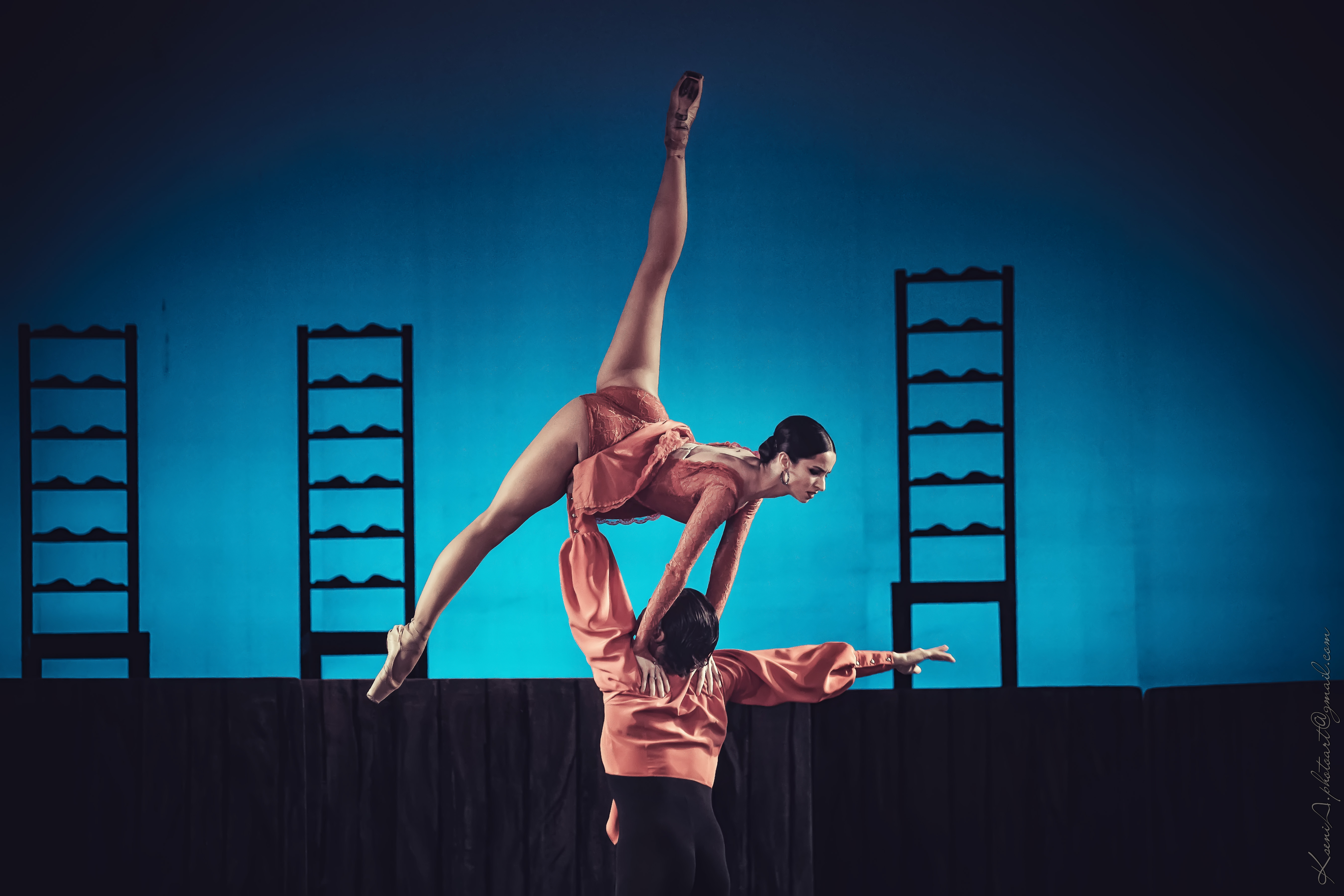
Carmen avec Natalia Matsak.